# يبر (قبيلة)
يبر (بالصومالية: Yibir) أو يِبِّر، أو يِبْرُو، أو يِبروس، هي مجموعة عرقية أقلية صومالية. معروفة بترابطها الاجتماعي، ومشهورة بالسحر، وصناعة الجلود، والطب البديل، وصنع التمائم. وهي عشيرة صومالية يشار إليها أحيانًا باسم عشيرة الأقلية.
تشير التقاليد الصومالية إلى أن اليِبِر ينحدرون من نسل محمد حنيف الذي كان يقطن في هرجيسا، والذي كان معروفا بأنه ساحر وثني، ووفقًا للتقاليد الصومالية المحكية، فقد هزمه يوسف بن أحمد الكونين [الإنجليزية]. ووفقًا للأسطورة التاريخية، فإن بقية المجتمع الصومالي تعوَّد منذ ذلك الحين على دفع هدية صغيرة إلى أي عائلة يولد لها طفل، كشكل من أشكال الدية.
تتميز قبيلة يِبر بلهجة صومالية خاصة، يبقونها سرية عن باقي العشائر الصومالية. وعلى الرغم من كونهم مسلمين ومشابهين عرقيًا للصوماليين، إلا أنهم عانوا تقليديًا من الازدراء والاحتقار والتمييز من قبل المجتمع الصومالي.

## الأصول الإسلامية

### البداية
يعود أصل يِبر إلى الشيخ يوسف بن أحمد الكونين، المعروف أيضًا باسم أو برخدلي (الأب المبارك)، والذي يُعتقد أنه من أوائل الذين جلبوا التعاليم الإسلامية إلى الصومال من شبه الجزيرة العربية. وتذكر القصص المحكية أنه عندما وصل الشيخ برخدلي أول مرة إلى منطقة شمال الصومال، واجهه الوثني ويُقال أنه كان ملكا يهوديا محمد حنيف (المعروف أيضًا باسم بُعُر بعير). وطلب الشيخ برخدلي منه وقف ممارساته إلا أنه لم يستجب لذلك، وحينها قررا حسم الصراع عبر استعراض القوى الخارقة. وتحدى يوسف الكونين غريمه حنيف بأن يفتح فتحة صغيرة داخل تلة قريبة من قرية دُوغور التي سميت فيما بعد بـ(أو برخدلي)، وتبعد حوالي 20 ميلاً شمال هرجيسا. ورد حنيف التحدي للشيخ برخدلي وطلب منه استخدام كراماته لفتح فتحة في التل، وبالفعل رمى بسهم وذكر الله ففتحت فتحة وخرج منها وعاد ثلاث مرات، ثم طلب من حنيف فعل نفس الأمر فدخل وخرج مرتين، وفي المرة الثالثة رمى يوسف رمحه على التل وقرأ سورة يس، فانهار على حنيف التل ودفن تحته. وبالتالي ساد الإسلام وأزح على العبادة الوثنية القديمة التي كانت سائدة. تذكر رواية أخرى أن برخدلي هو بنفسه من قتل الوثني حنيف.
تقول الأسطورة أن أحفاد حنيف طالبوا بعد ذلك بالدية من برخدلي لقتله زعيمهم. فانصاع برخدلي لذلك. وتضيف الأسطورة أن العادة عند الصوماليين جرت بعد ذلك بدعوة منتسبين إلى يبر لمباركة حديثي الولادة من الصوماليين وتعليق التمائم عليهم، وكذلك مباركة العرسان الجدد وذلك مقابل مبلغ مادي، ومنذ ذلك الحين، التزم الصوماليون بعُرف سمَنيو (بالصومالية: Samanyo) أو سمايو (بالصومالية: Samayo) ("هدية الميلاد")، وهي ما يدفعه إلى أبناء يبر.
سجّل جون ويليام كارنيجي كيرك إحدى نسخ القصة المتوارثة في قبيلة يبر وترجمها إلى الإنجليزية. في عام 1921، يروي الرائد إتش. راين، مفوض منطقة الصومال البريطاني، القصة أيضًا، مستخدمًا إياها كمقدمة لحكاية عن صومالي ولد له طفل فخرج ليطلب المال من المارة تماشيا مع العادة المتبعة.

### الأصل اليهودي
كانت قبيلة يبر تدين باليهودية في الأصل، ولعيشهم في بلد يُعتبر فيه المسلمون أكثرية، فقد كانوا يمثلون طبقة أدنى بين الصوماليين. وتذكر بعض الروايات أن نسل بعض المنتسبين لقبيلة يِبِر ينحدر من العبرانيين الذين وصلوا إلى المنطقة قبل وقت طويل من وصول البدو الصوماليين.
وعلى الرغم من أصولهم اليهودية، فإن الغالبية العظمى من المنتسبين إلى يِبِر، شأنهم شأن باقي الصوماليين بشكل عام، يعتنقون الإسلام وليس اليهودية. وقد عزت بعض الروايات تمييزهم داخل المجتمع إلى أصولهم العبرية.

## الحالة الاجتماعية
وفقًا لتيشالي تيبيبو - أستاذة التاريخ المتخصصة في إثيوبيا والقرن الأفريقي، فإن الطبقة الاجتماعية التي تضم قبائل اليِبِر والمِدجان والتُومال اعتُبرت تقليديًا غير نقية، وليس مسموحا لهم بالتزاوج مع الطبقات الأخرى في المجتمع الصومالي. كما أنهم حُرموا لفترات طويلة من الحقوق الأساسية وفرص التعليم.

## المهن
عُرف المنتسبون إلى يِبِر تقليديًا بأنهم سحرة متجولون. وكانت مهنتهم في الصومال مماثلة لمهنة الدوشان في جنوب شبه الجزيرة العربية، حيث كان شاغل المهنة مهرجًا يعمل لدى الزعماء. كما تميزت قبيلة يبر بصناعة التمائم التي تحتوي على آيات من القرآن الكريم، وسجادات الصلاة، والسلع الجلدية مثل السروج. وكانت تُسخدم هذه التمائم للوقاية من الأذى والمرض أثناء الولادة وغيرها.
يُعتبر المنتسبون إلى يبِر من العمال المهرة الذين يمارسون مختلف الوظائف، وعلى عكس البدو الصوماليين، يعتمدون في تحصيل قوتهم على مهاراتهم في الحرف اليدوية وغيرها من المهن التي يحتاجها المجتمع الصومالي. تقليديا، تشتهر يبر بطقوسها الدينية. فعندما يولد طفل صومالي، يُدعى شخص من يبر لمباركة الطفل من خلال إعطائه تميمة تحتوي على آية قرآنية، وفي المقابل يتلقى ذلك شخص مبلغًا ماديا مقابل تطبيقه هذه الطقوس، وتوضع تميمة على رقبة الطفل لحمايته من العين وأي أعمال مُضرّة.

## الوضع الحالي
تَشتهر يبر بأعمال السحر؛ ومن بين الأعمال التي توارثوها تقليديا مباركة المواليد الجدد والعرسان. ويتلقون مبالغ مقابل قيامهم بهذه الأعمال، ويعتبر ذلك دية عن محمد حنيف. وتؤمّن القبيلة سبل عيشها عبر طريقين أحدها الارتباط بالعائلات الصومالية النبيلة، أو من خلال زيارة أسر مختلفة (بشكل دوري). ما يتلقونه من مبالغ مادية والتي تسمى سَمَنيو (وصفها أحد العلماء الإنجليز بأنها "ضريبة")، تؤدي أيضًا مهمة دفع أي أعمال سحرية قد يتعرض لها المضيف (الصومالي) من قبل عراف أو ساحر من قبيلة يبر؛ وعلى الرغم من أن قبيلة يبر تعاني من "التمييز والحتقار" في المجتمع الصومالي، إلا أنه يُعتقد أنهم يمتلكون مهارة قوية في السحر. وتقول الأساطير إن الرفض المستمر لتقديم هدية إلى أحد أبنا يبر بمناسبة الولادة قد يسبب لعنة للشخص، وقد تؤدي إلى موت عنيف للرافض أو أن يُرزق بمولود مُشوّه. من بين الخصائص الخارقة الطبيعية التي يعتقد أن يِبِر تتمتع بها هي أنهم يختفون بعد موتهم: فوفقًا للتقاليد الصومالية، لم يسبق لأحد أن رأى قبر شخص من ينحدر من يِبِر، وهي صفة ربما مستمدة من اختفاء جدهم حنيف. ويقال إن حنفيلي زوجة حنيف لها ضريح في مدينة هرر ويستقبل الزوار، وتُصنع تعويذات من الشجرة القريبة من القبر.
لم يُجرَ أي تعداد سكاني، ولذلك تختلف التقديرات حول أعداد أبناء يبر. وفي عام 2000، قدّر أحمد جامع حرسي، وهو مقيم كيني، أن عدد المنتسبين ليبر يبلغ 25 ألفًا يعيشون في الصومال والدول المجاورة.

## اللغة
يصف علماء اللغويات الغربيون في أوائل القرن العشرين لغة يِبِر (مثل لغة مطِبان) بأنها لهجة من لهجات اللغة الصومالية، وتتشابه لهجات يبر ومطبان ويشتركان في عدد من الكلمات. نشر إنريكو سيرولي [الإنجليزية] بعض البيانات عن لغة مجتمع هارلا، والتي تسمى أف هارلاد (بالصومالية: Af Harlaad)، والتي تشبه اللهجات الصومالية [الإنجليزية] التي يتحدث بها أفراد قبيلتي يبر ومطبان من الطبقات الدنيا.
نشر جيه دبليو سي كيرك، وهو ضابط مشاة بريطاني كان متمركزا في الصومال البريطاني، كتابًا عن قواعد اللغة الصومالية وصف فيها لهجتي يبر ومِدجان (مطبان) في عام 1905 وعلق على اختلاف اللهجتين عن اللغة الصومالية السائدة. وبحسب مصادره فإن هذا الاختلاف ضروري للحفاظ على السرية ومنع الطبقات العليا من المجتمع الصومالي ولا سيما الطبقة الحاكمة من السيطرة الكاملة على العشائر الخاضعة:
ويؤكد كيرك على هذه الرغبة في السرية مراراً وتكراراً: "لذلك يجب أن أطلب من أي شخص قد يقرأ هذا ويقيم في البلاد، ألا يخبر أي صومالي لا ينحدر من يبر ومطبان بما هو مدون هنا "؛ وقد أطلق عالم اللغويات الألماني أدولف والتر شلايشر ملاحظة مماثلة في قواعد اللغة الصومالية التي أصدرها عام 1892.
وفي الآونة الأخيرة، أشار عالم اللغويات روجر بلينش، مستشهدا بالضابط كيرك، إلى أن لهجتي يبر ومطِبان "تختلفان بشكل كبير في المعجم عن الصومالية القياسية". ومع ذلك، فإنه يلاحظ أنه لا يزال من غير المعروف ما إذا كان هذا الاختلاف اللغوي يرجع إلى نوع ما من الاختلاف في الكود أو أنه يشير بدلاً من ذلك إلى وجود لغات مميزة ومختلفة عن اللغة الصومالية.

## المجموعات العرقية ذات الصلة في القرن الأفريقي
لا يقتصر وجود طبقة مثل طبقة يبر على المجموعة العرقية الصومالية، حيث توجد طبقة مكافئة لها في العديد من المجموعات العرقية في منطقة القرن الأفريقي وشرق أفريقيا. ووفقًا لدونالد ن. ليفين - أستاذ علم الاجتماع المتخصص في الدراسات الإثيوبية ودراسات القرن الأفريقي، فإن مجموعات الطبقات المتشابهة في اللغات المختلفة والمجموعات العرقية كانت جزءًا لا يتجزأ من مجتمعات هذه المنطقة. وقد تميزت هذه الطبقات بكل الخصائص المميزة لطبقة يِبر، إذ يقول ليفين أن التمييز يشمل: "الزواج بين الأقارب، والتسلسل الهرمي، والمكانة الاجتماعية، ومفاهيم التلوث (كونها طبقة ملوثة)، والقيود المفروضة على المشاركة في المعاشرة، والمهن التقليدية، والعضوية بالميلاد".
في المجموعات العرقية في شرق إفريقيا، مثل شعب الأورومو، سَجَّل كورنيليوس جينين تقاربا بينها وبين الطبقات الصومالية في كتاباته في القرن السادس عشر. كذلك يوجد بين شعب باكو الناطق باللغة الكوشية وغيرهم في منطقة القرن الأفريقي، احتقار وتمييز مماثلين يستهدفان طبقة من الناس ذوي الأصول الزنجية بسبب الأعمال السحرية والطقوس مثل مباركة الأطفال والختان ودفن الموتى.
كما أن شعب "واتا" الذي يعتمد على الصيد يعاني من الاحتقار داخل الأورومو ويحتل أدنى طبقات المجتمع.

### فهرس
- Abdullahi، Mohamed Diriye (2001). Culture and customs of Somalia. Greenwood. ISBN:978-0-313-31333-2.
- Ahmed، Akbar S.؛ Hart، David M. (1984). Islam in Tribal Societies: From the Atlas to the Indus. Routledge. ISBN:978-0-7100-9320-2. مؤرشف من الأصل في 2024-09-09.
- Bader، Christian (2000). Les Yibro: Mages somali. Les juifs oubliés de la corne de l'Afrique. Paris.{{استشهاد بكتاب}}:  صيانة الاستشهاد: مكان بدون ناشر (link)
- Beachey، R.W. (1990). The Warrior Mullah: The Horn Aflame, 1892-1920. Bellew. ISBN:978-0-947792-43-5. مؤرشف من الأصل في 2024-09-09.
- Blench، Roger (14 نوفمبر 2006). "The Afro-Asiatic Languages: Classification and Reference List" (PDF). Rogerblench.info. مؤرشف من الأصل (PDF) في 2022-08-29. اطلع عليه بتاريخ 2009-09-04.
- Bollig، Michael (2004). "Hunters, Foragers, and Singing Smiths: The Metamorphoses of Peripatetic Peoples in Africa". في Berland، Joseph C.؛ Rao، Aparna (المحررون). Customary Strangers: New Perspectives on Peripatetic Peoples in the Middle East, Africa, and Asia. Greenwood. ص. 195–234. ISBN:978-0-89789-771-6. مؤرشف من الأصل في 2023-04-14.
- Cerulli، E. (أكتوبر 1919). "Somali Songs and Little Texts". Journal of the African Society. ج. 19: 135–40. ISSN:0001-9909. مؤرشف من الأصل في 2024-09-09. اطلع عليه بتاريخ 2009-09-04.
- Fisher، Ian (15 أغسطس 2000). "Djibouti Journal; Somalia's 'Hebrews' See a Better Day". New York Times. مؤرشف من الأصل في 2024-09-09. اطلع عليه بتاريخ 2009-09-04.
- Gaildon، Mahmood (2004). The Yibir of Las Burgabo. Red Sea Press. ISBN:978-1-56902-218-4. مؤرشف من الأصل في 2024-09-09.
- Kirk، John William Carnegie (1904). "The Yibirs and Midgans of Somaliland, Their Traditions and Dialects". Journal of the African Society. ج. 24: 91–108. DOI:10.1093/oxfordjournals.afraf.a093876. ISSN:0001-9909. مؤرشف من الأصل في 2024-09-09. اطلع عليه بتاريخ 2009-09-04.
- Kirk، John William Carnegie (1905). A Grammar of the Somali Language with Examples in Prose and Verse and an Account of the Yibir and Midgan Dialects. Cambridge: Cambridge University Press.
- Laurence، Margaret (1988). Clara Thomas (المحرر). The Prophet's Camel Bell. Random House. ISBN:978-0-7710-4706-0. مؤرشف من الأصل في 2024-09-09.
- Lewis، I.M. (1998). Saints and Somalis: Popular Islam in a Clan-based Society. The Red Sea Press. ISBN:978-1-56902-103-3. مؤرشف من الأصل في 2023-05-24.
- Rayne، Major H. (2008). Sun, Sand and Somals - Leaves from the Note-Book of a District Commissioner in British Somaliland (1921). Read Books. ISBN:978-1-4437-2468-5. مؤرشف من الأصل في 2024-09-09.
- Uhlig، Siegbert (2003). Encyclopaedia Aethiopica: D-Ha. Isd. ISBN:978-3-447-05238-2. مؤرشف من الأصل في 2023-04-04.
- Yusuf، Ahmed Ismail. "Rev. of The Yibir of Las Burgabo" (PDF). Sociala missionen. مؤرشف من الأصل (PDF) في 2012-02-27. اطلع عليه بتاريخ 2009-09-04.